# Craterispermum longipedunculatum
Craterispermum longipedunculatum är en måreväxtart som beskrevs av Bernard Verdcourt. Craterispermum longipedunculatum ingår i släktet Craterispermum och familjen måreväxter. IUCN kategoriserar arten globalt som sårbar. Inga underarter finns listade i Catalogue of Life.